# Pieve di Brebbia
La pieve di Brebbia o pieve dei Santi Pietro e Paolo di Brebbia (in latino: Plebis Brebiae o Plebis Sanctorum Petri et Pauli Brebiae) era il nome di un'antica pieve dell'arcidiocesi di Milano e del ducato di Milano con capoluogo Brebbia.
I patroni erano i santi Pietro e Paolo che vengono ancor'oggi festeggiati in città il 29 giugno. A loro è tuttora dedicata la chiesa prepositurale di Brebbia.

## Storia
Il primo documento storico che riporta esplicitamente la presenza di un'organizzazione plebana a Brebbia è un atto di permuta del 22 giugno 999, ma il nome di un prevosto ci perviene solo in epoche più tarde.
Nel 1148 la pieve accolse per la prima volta una dipendenza monastica del monastero di Sant'Ambrogio di Milano che si sviluppò attorno al santuario di San Sepolcro di Ternate, il quale passò poi agli agostiniani e nel XV venne definitivamente ceduto ai benedettini di San Pietro in Gessate. Altrove, sempre nella pieve, si instaurarono carmelitani e cluniacensi che fecero crescere sempre più il prestigio dell'antica pieve.
Secondo la "Notitia cleri" del 1398, la canonica di Brebbia comprendeva a quell'epoca un prevosto e ben diciotto canonici, il che si può dire che fosse quasi un unicum in tutta la regione lombarda, anche se alcuni critici moderni hanno ritenuto essere troppo elevato questo numero e quindi poco verosimile dal momento che solo nel 1455, l'arcivescovo Gabriele Sforza valutò appena otto canonici ed il prevosto. Già quando la macchina del concilio di Trento si era avviata, alla visita del visitatore apostolico Melchiorre Crivelli del 1545, era stata ravvisata la presenza di un vicecurato che aveva funzioni di sostituire il prevosto, il quale quindi non risiedeva in paese, contravvenendo a quelle norme che San Carlo Borromeo avrebbe in seguito fortemente voluto.
Malgrado la ricchezza della sua pieve, la città di Brebbia era quasi praticamente spopolata e tale si trovava all'epoca della visita dell'arcivescovo milanese Carlo Borromeo nel 1574. Giudicando quindi inadatto l'assetto urbano per ospitare un'istituzione tanto importante come la pieve, fu egli stesso il 6 ottobre di quello stesso anno a stabilire che le funzioni plebane venissero trasportate a Besozzo. Oggi il suo territorio ricade sotto il decanato di Besozzo e comprende 28 parrocchie su un'area di 98,04 km² e una popolazione di 42.701 abitanti nel 1972.
Diversa sorte ebbe invece la coestensiva pieve secolare e laica nella quella si articolava la Provincia del Ducato di Milano: la pieve civile raccoglieva ventiquattro comuni. I mutamenti ecclesiastici non influenzarono infatti per nulla l'ambito amministrativo civile, rispetto al quale Brebbia fu il capoluogo della propria pieve per altri due secoli: fu l'invasione di Napoleone del 1797 e la conseguente riforma amministrativa voluta dai rivoluzionari giacobini al suo seguito a determinare la soppressione dell'antico compartimento territoriale, sostituendolo con un nuovo e moderno distretto avente sede a Besozzo.

## Territorio
Nella seconda metà del XVIII secolo, il territorio della pieve era così suddiviso:
| Pieve civile                                          | Pieve religiosa di Besozzo                                                                               |
| Comune di Brebbia Comune di Malgesso                  | Parrocchia dei Santi Pietro e Paolo                                                                      |
| Comune di Besozzo                                     | Parrocchia prepositurale dei Santi Alessandro e Tiburzio                                                 |
| Comune di Bardello Comune di Olginasio                | Parrocchia di Santo Stefano                                                                              |
| - Comune di Barza con Monteggia                       | Parrocchia di San Martino                                                                                |
| Comune di Biandronno Comune di Bregano                | Parrocchia di San Lorenzo                                                                                |
| Comune di Bogno                                       | Parrocchia di San Vito                                                                                   |
| Comune di Cadrezzate                                  | Parrocchia di Santa Margherita                                                                           |
| Comune di Cardana                                     | Parrocchia di San Martino                                                                                |
| Comune di Cazzago                                     | Parrocchia di San Carlo                                                                                  |
| Comune di Comabbio                                    | Parrocchia di San Giacomo                                                                                |
| Comune di Comerio Comune di Voltorre                  | Parrocchia di Sant’Ippolito e Cassiano                                                                   |
| Comune di Cocquio con Sant'Andrea Comune di Trevisago | Parrocchia della Purificazione di Maria Parrocchia della Beata Vergine Assunta Parrocchia di Sant’Andrea |
| Comune di Gavirate con Fignano                        | Parrocchia di San Giovanni                                                                               |
| Comune di Monvalle con Turro                          | Parrocchia di Santo Stefano                                                                              |
| Comune di Osmate                                      | Parrocchia di Santa Cosma e Damiano                                                                      |
| Comune di Ternate con San Sepolcro Comune di Varano   | Parrocchia dei Santi Quirico e Giuditta                                                                  |
| Comune di Travedona Comune di Monate                  | Parrocchia dei Santi Vito e Modesto                                                                      |
| -                                                     | Parrocchia dei Santi Pietro e Paolo                                                                      |

Dal punto di vista ecclesiastico, tutto il territorio era a quel tempo incluso nella Pieve dei Santi martiri Alessandro e Tiburzio di Besozzo, alla quale afferivano anche le parrocchie di Inarzo e di Ispra.